# Гросширма
Гросширма (нем. Großschirma) — город в Германии, районный центр, расположен в земле Саксония. Подчинён административному округу Кемниц. Входит в состав района Средняя Саксония.  Население составляет 5943 человека (на 31 декабря 2010 года). Занимает площадь 61,44 км². Официальный код  —  14 1 77 180.
Город подразделяется на 8 городских районов.